# تایهیکی

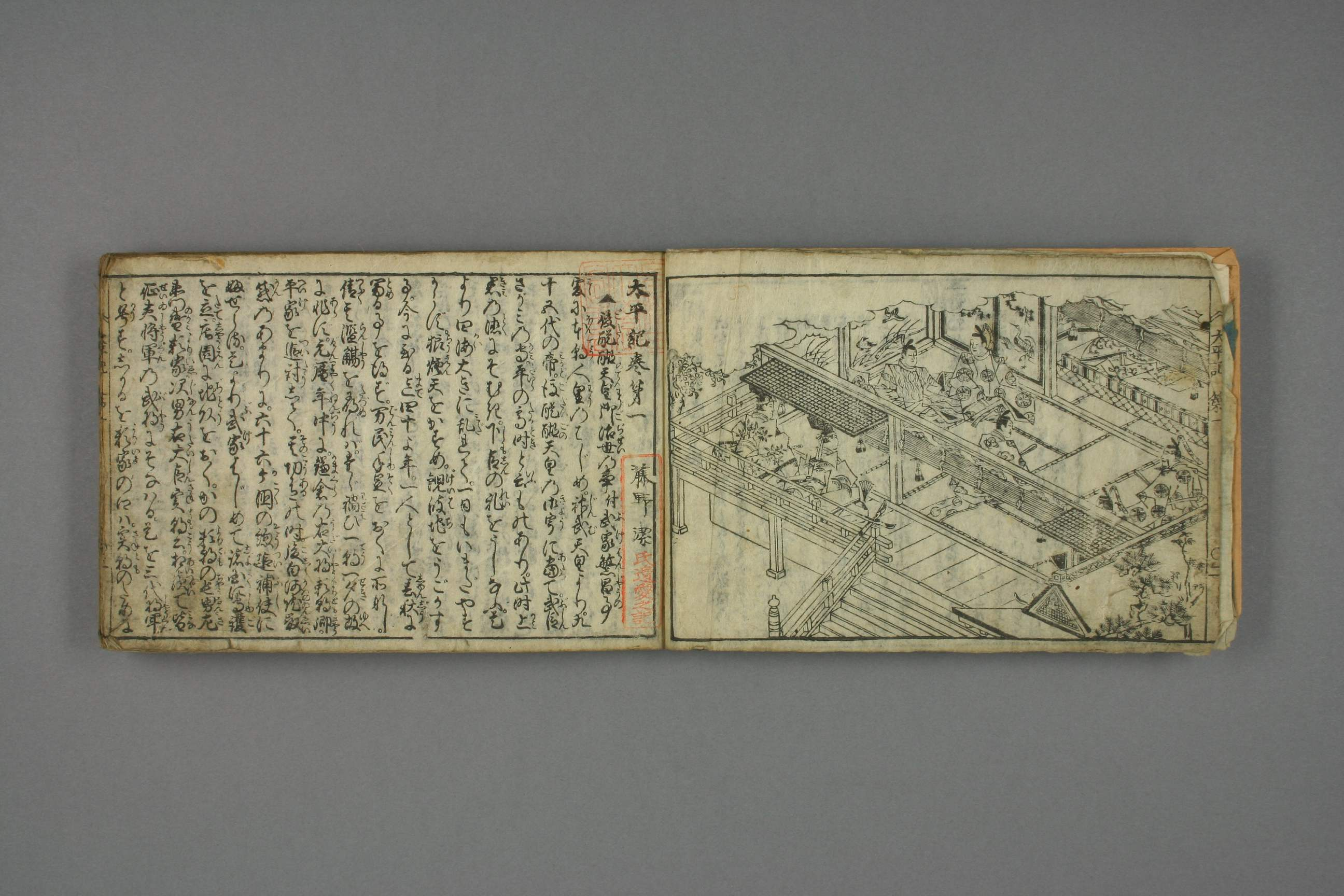
تای هیکی

تای هیکی (به ژاپنی: 太平記 Taiheiki) به معنی تواریخ صلح بزرگ یک گونکی مونوگاتاری است که در اواخر قرن ۱۴ میلادی نوشته شده و دوره‌ای مابین ۱۳۱۹ تا ۱۳۶۷ میلادی را پوشش می‌دهد. این کتاب در درجه اول با دوره نانبوکوچو، دوره جنگ بین دربار شمالی آشیکاگا تاکائوجی در کیوتو و دربار جنوبی امپراتور گودای‌گو در یوشینو، نارا در ژاپن سرو کار دارد.